# Сионистский лагерь
Сионистский лагерь (ивр. המחנה הציוני‎ «ха-махане ха-цийони») — израильский левоцентристский политический альянс. Возник в 2014 году перед выборами в кнессет 20-го созыва 2015 года как союз партий Авода и Ха-Тнуа, распущен 1 января 2019 года.

## История
Блок партий «Авода» и «Ха-Тнуа» возник 10 декабря 2014 года перед выборами в Кнессет 20-го созыва, с целью создать крупный левоцентристский блок, который смог бы возглавить 34-е правительство. На выборах блок получил 24 мандата, заняв второе место, уступив партии Ликуд, получившей 30 мандатов.

## Список кандидатов
Список кандидатов на выборы 2015 года от списка Сионистского лагеря:
1. Ицхак Герцог
2. Ципи Ливни
3. Шели Яхимович
4. Став Шапир
5. Ицик Шмули
6. Омер Бар-Лев
7. Хилик (Йехиель) Бар (генсек партии, бронированное место)
8. Амир Перец
9. Мерав Михаэли
10. Эйтан Кабель
11. Мануэль Трахтенберг
12. Эрель Маргалит
13. Мики Розенталь
14. Ревиталь Суэйд
15. Дани Атар
16. Йоэль Хасон
17. Заир Баалуль
18. Эйтан Броши
19. Михаль Биран
20. Нахман Шай
21. Ксения Светлова[4]
22. Айелет Нахмиас-Вербин
23. Йоси Йона
24. Эяль Бен-Реувен
25. Яэль Коэн-Паран